# 杰夫·韦纳
杰夫·韦纳（英語：Jeffrey "Jeff" Weiner，1970年2月21日—）是一位美国企业家。

## 生平
1970年出生于美国纽约市，1992年毕业于宾夕法尼亚大学沃顿商学院经济系。1994年进入华纳兄弟高级分析员，1998年升任副总裁，2001年5月进入雅虎公司担任副总裁。2008年12月受里德·霍夫曼邀请加入领英，2016年6月13日微软宣布收购领英，2020年2月6日宣布从6月1日起卸任领英首席执行官，转任执行董事长一职。